# Mixed double curling
Mixed double curling er en variation af curling hvor hvert hold består af en mand og en kvinde. Ideen til sporten stammer fra Canada og blev lavet i 2001 som en af i alt 4 discipliner ved det såkaldte Continental Cup of Curling, som er en stor curlingturnering, hvis eneste formål er at øge kendskaben til og interessen for curling. Sporten fik sit første anerkendte verdensmesterskab i 2008, men blev i første omgang ikke godkendt som en olympisk sportsgren. Siden er sporten dog blevet godkendt og de olympiske lege i 2018, er de første hvor sporten optræder som disciplin.

## Spilleregler
Spillereglerne ligner reglerne i almindelig curling bortset fra:
- Hvert hold har kun 6 sten, hvoraf den ene allerede er placeret på banen. Det betyder at hvert hold kun har 5 sten at spille. Det gøres ved, at den ene spiller, spiller den første og den sidste sten i enden, og den anden skyder de 3 mellemværende sten. I modsætning til almindelig curling har spillerne ikke nødvendigvis fast position. Det vil sige at de kan skifte position fra ende til ende.
- Placering af sten. Der er i starten af hver ende allerede to placerede sten, og det hold som har tabt den forgående ende, har nu valget mellem én af to positioner:
  - En center-guard. En center-guard midt på centerlinjen, hvis afstand til huset afgøres af forholdende på isen.
  - En sten i huset lige bagved tee-line (linjen der løber på tværs gennem huset), samt retten til at skyde sidste sten (hammeren). Denne sten gør det dog fordelagtigt for modstanderen at lave et såkaldt frys (en sten som ligger klos op ad, lige foran).
- De kun 2 spillere gør at man skal skynde sig op og feje på sin egen sten, da der ikke er andre til at gøre det. Ligesom i almindelig curling skulle medspilleren nemlig stå i den anden ende af banen. Denne regel er dog ændret, hvilket betyder at holdene nu selv kan bestemme, om de vil have en i den anden ende til at holde øje med retningen på stenen, eller om de hellere vil have en fejer fra starten.
- Power play som gør det muligt for hvert af holdene én gang i en kamp at flytte placeringen af stenen ud til den ene af siderne på banen. Dette medfører mere risikofyldt spil, som bruges hvis man f.eks. er bagude og mangler point.